# Guan Suo
Guan Suo (199-201 - 263) est le troisième fils de Guan Yu, général chinois de la fin de la dynastie Han. 
Il survécut à la conquête de la province de Jing, mais, sévèrement blessé, il ne put joindre l’expédition contre les Wu pour venger la mort de son père. 
En l’an 225, remis de ses blessures, il joignit Zhuge Liang dans sa campagne militaire du sud et fut nommé à la tête de l’avant-garde des forces mobilisées. Il combattit alors les tribus Nanman avec succès, suivant les instructions de Zhuge Liang.
Il est le mari de Bao Sanniang. Il se maria également avec Huaman, la fille de Meng Huo et Zhurong, afin de mettre un terme au conflit du Shu avec les Nanmans. Il prit également comme épouse, deux sœurs, Wang Tuo et Wang Yue, filles de Wang Linggong.
Il est le petit frère de Guan Ping et de Guan Xing et le grand frère de Guan Yinping.